# Haageocereus fascicularis
Haageocereus fascicularis ist eine Pflanzenart in der Gattung Haageocereus aus der Familie der Kakteengewächse (Cactaceae). Das Artepitheton fascicularis bedeutet ‚bündelartig, büschelartig‘.

## Beschreibung
Haageocereus fascicularis wächst strauchig mit von der Basis verzweigten, aufsteigenden bis aufrechten, graugrünen Trieben, die bei Durchmessern von 4 bis 7 Zentimeter eine Länge von 0,5 bis 1 Meter erreichen. Es sind elf bis 18 stumpfe Rippen vorhanden. Die ein bis zwei geraden Mitteldornen sind  4 bis 15 Zentimeter lang. Die sieben bis zehn spreizenden Randdornen besitzen eine Länge von 1 bis 4 Zentimeter.
Die weißen, stark duftenden Blüten erreichen eine Länge von 7 bis 8,5 Zentimeter. Ihr Perikarpell und die Blütenröhre sind mit Haaren und rötlichen Schuppen besetzt. Die eiförmigen Früchte sind leuchtend rot.

## Verbreitung und Systematik
Haageocereus fascicularis ist in Chile von Arica bis nach Tarapacá verbreitet.
Die Erstbeschreibung als Cereus fascicularis erfolgte 1833 durch Franz Julius Ferdinand Meyen. Friedrich Ritter stellte die Art 1980 in die Gattung Haageocereus. Weitere nomenklatorische Synonyme sind Echinocactus fascicularis (Meyen) Steud. (1840), Cactus fascicularis (Meyen) Meyen (1843), Cereus fascicularis (Meyen) K.Schum. (1897, nom. inval.), Trichocereus fascicularis (Meyen) Britton & Rose (1920) und Weberbauerocereus fascicularis (Meyen) Backeb. (1942).

## Nachweise